# Ostra Group Open by Moneta 2023
L'Ostra Group Open by Moneta 2023 è stato un torneo maschile di tennis giocato sulla terra rossa. È stata la 20ª edizione del torneo, facente parte della categoria Challenger 75 nell'ambito dell'ATP Challenger Tour 2023. Si è giocato al SC Ostrava di Ostrava, in Repubblica Ceca, dal 24 al 30 aprile 2023.

## Partecipanti

### Teste di serie
| Nazionalità          | Giocatore            | Ranking* | Testa di serie |
| -------------------- | -------------------- | -------- | -------------- |
| Regno Unito          | Ryan Peniston        | 158      | 1              |
|                      | Ivan Gakhov          | 162      | 2              |
| Rep. Ceca            | Vít Kopřiva          | 165      | 3              |
| Francia              | Geoffrey Blancaneaux | 175      | 4              |
| Cile                 | Alejandro Tabilo     | 176      | 5              |
| Italia               | Riccardo Bonadio     | 179      | 6              |
| Ucraina              | Oleksii Krutykh      | 180      | 7              |
| Bosnia ed Erzegovina | Damir Džumhur        | 202      | 8              |
| Rep. Ceca            | Dalibor Svrčina      | 203      | 9              |

* Ranking al 17 aprile 2023.

### Altri partecipanti
I seguenti giocatori hanno ricevuto una wild card per il tabellone principale:
- Jakub Menšík
- Gaël Monfils
- Jiří Veselý

I seguenti giocatori sono entrati in tabellone come alternate:
- Shintaro Mochizuki
- Vitaliy Sachko

I seguenti giocatori sono passati dalle qualificazioni:
- Khumoyun Sultanov
- Guido Andreozzi
- Àlex Martí Pujolràs
- Rudolf Molleker
- Patrik Rikl
- Henri Squire

## Punti e montepremi
| Torneo    | Torneo              | V     | F     | SF    | QF    | 2T    | 1T  | Q | Q2  | Q1  |
| Singolare | Punti               | 75    | 50    | 30    | 16    | 7     | 0   | 4 | 2   | 0   |
| Singolare | Premi in denaro (€) | 9,880 | 5,820 | 3,450 | 2,000 | 1,165 | 720 | – | 360 | 185 |
| Doppio    | Punti               | 75    | 50    | 30    | 16    | –     | 0   | – | –   | –   |
| Doppio    | Premi in denaro (€) | 4,250 | 2,450 | 1,480 | 880   | –     | 500 | – | –   | –   |

## Campioni

### Singolare
Zdeněk Kolář ha sconfitto in finale  Máté Valkusz con il punteggio di 6–3, 6–2.

### Doppio
Robert Galloway /  Miguel Ángel Reyes Varela hanno sconfitto in finale  Guido Andreozzi /  Guillermo Durán con il punteggio di 7–5, 7–6(5).